# Armand Duplantis
Armand "Mondo" Duplantis (Lafayette, 1999. november 10. –) kétszeres olimpiai bajnok svéd atléta, rúdugró. A 2025. augusztus 12-én, Budapesten rendezett atlétikai versenyen elért 6,29 méteres eredményével ő tartja jelenleg a rúdugrás világrekordját.

## Életpályája
Az Amerikai Egyesült Államokban született. Szülei Greg Duplantis és Helena Duplantis (sz. Hedlund). Svédország színeiben versenyez. A 2015-ös ifjúsági atlétikai világbajnokságon rúdugrásban aranyérmet nyert. A 2018-as atlétikai Európa-bajnokságon 6,05 m-rel nyert. A 2019-es atlétikai világbajnokság győztesével, Kendricksszel azonos 5,97 m-es eredményével második lett.
A toruńi versenyen 2020. február 8-án a rúdugrás világcsúcsát 6,17 m-re javította. Egy héttel később, 2020. február 15-én tovább javította eredményét: 6,18 m-re. A 2020. évi tokiói olimpián 2021 augusztusában 6,02 m-rel olimpiai bajnoki címet nyert. 2022. március 7-én Belgrádban 6,19 méterre javította a világcsúcsot, majd 20-án ugyanott a világbajnokságon 6,20 méterre növelte azt.
A 2022-es atlétikai világbajnokságon megkísérelte megdönteni a világcsúcsát, másodszorra sikerült is átugrania a 6,21 métert. 2023-ban tovább javította a világcsúcsát 6,22 méterre. A 2023-as budapesti világbajnokságot hibátlan teljesítménnyel 6,10 méteres ugrásával nyerte meg. Ezután tett három próbálkozást 6,23 méterre, amelyek sikertelennek bizonyultak. 2023. szeptember 17-én az Eugene-ben tartott Diamond League-en elért 6,23 méteres eredményével újabb világrekordot ért el. A 2024. évi olimpiai játékokon, már olimpiai bajnokként, harmadik próbálkozásra 6,25 méterre emelte a rúdugrás világcsúcsát.

## Rekordjai
- 590 cm (2017. április 1., Austin) – U20-as világcsúcs
- 605 cm (2018. augusztus 12., Berlin) – U20-as világcsúcs
- 617 cm (2020. február 8., Toruń) – világcsúcs[8]
- 618 cm (2020. február 15., Glasgow) – világcsúcs
- 619 cm (2022. március 7., Belgrád) – világcsúcs[9]
- 620 cm (2022. március 20., Belgrád) – világcsúcs[10]
- 621 cm (2022. július 4., Eugene) – világcsúcs[11]
- 622 cm (2023. február 25., Clermont-Ferrand) – világcsúcs
- 623 cm (2023. szeptember 17., Eugene) – világcsúcs[13]
- 624 cm (2024. április 20., Hsziamen) – világcsúcs[14]
- 625 cm (2024. augusztus 5., Párizs) – világcsúcs, olimpiai rekord[7]
- 626 cm (2024. augusztus 25., Chorzów) – világcsúcs[15]
- 627 cm (2025. február 28., Clermont-Ferrand) – világcsúcs
- 628 cm (2025. június 15., Stockholm) – világcsúcs[16]
- 629 cm (2025. augusztus 12., Budapest) – világcsúcs[17]

## Képgaléria

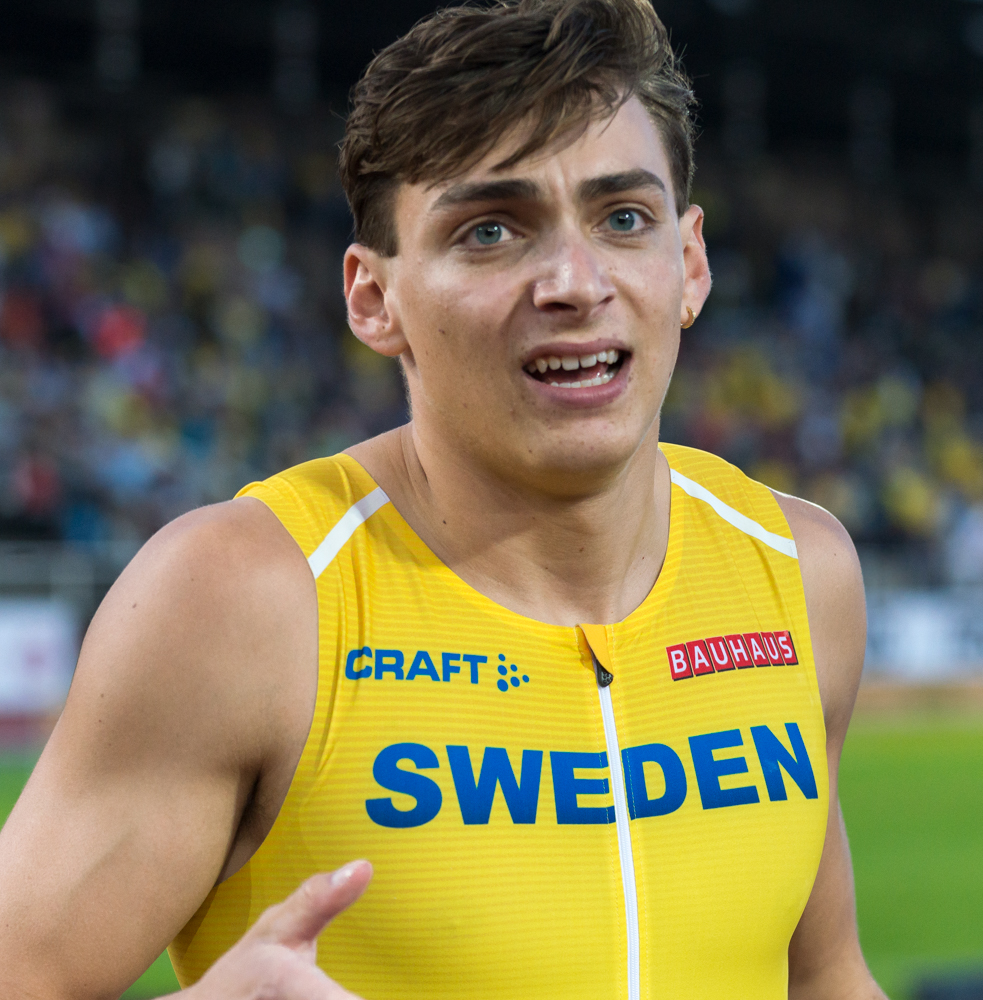
Armand Duplantis 2019-ben
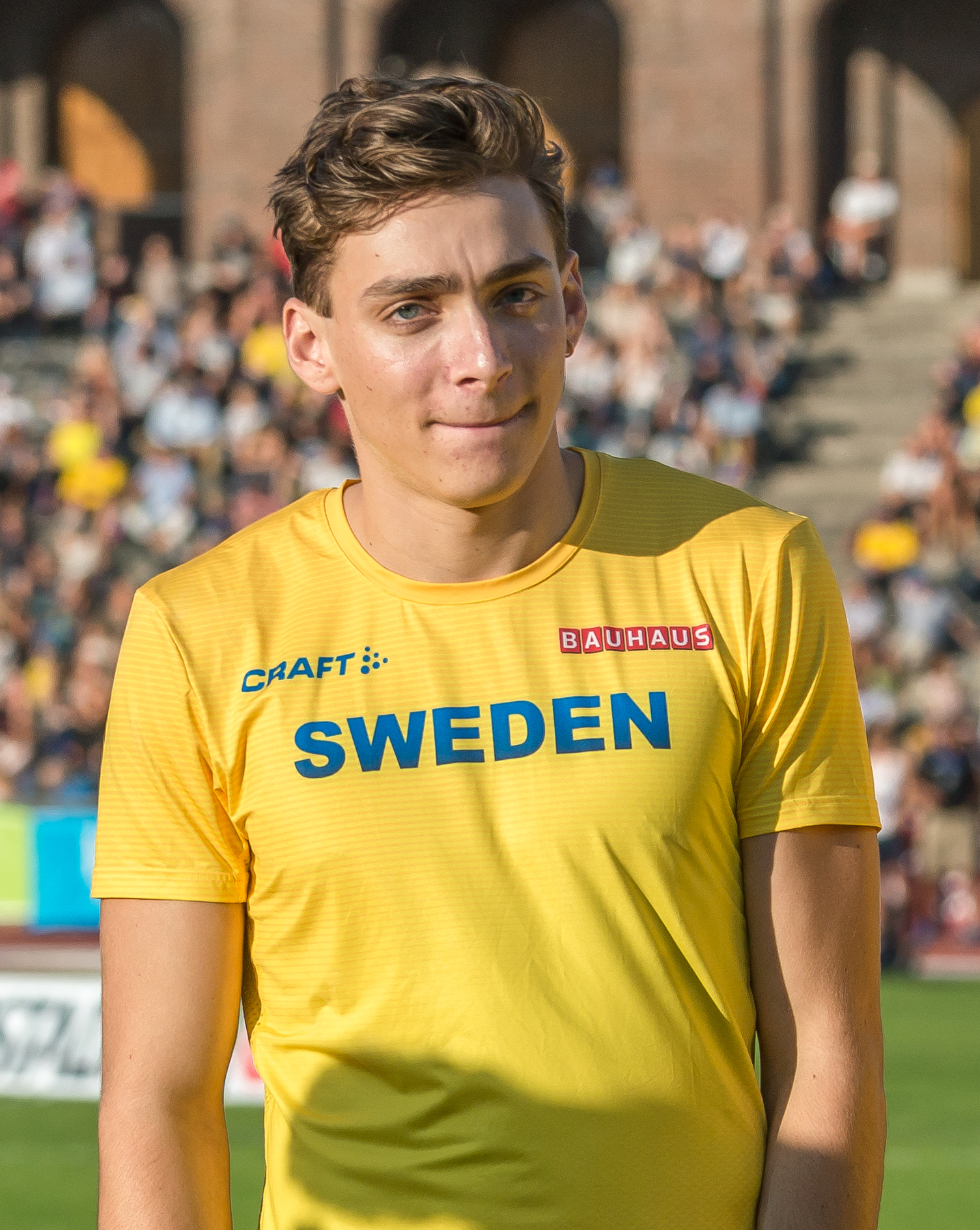
Armand Duplantis 2019-ben
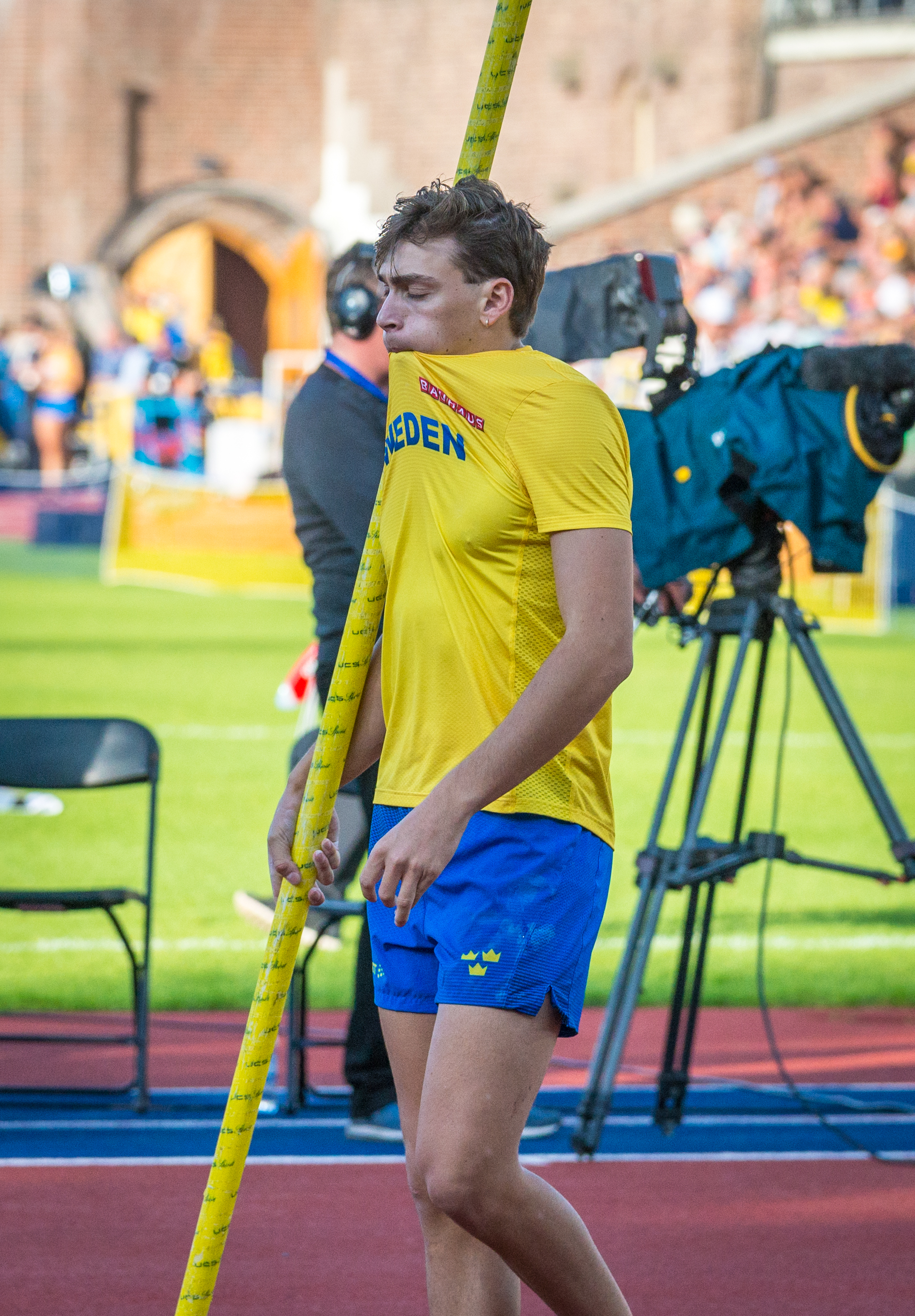
Armand Duplantis 2019 augusztusában
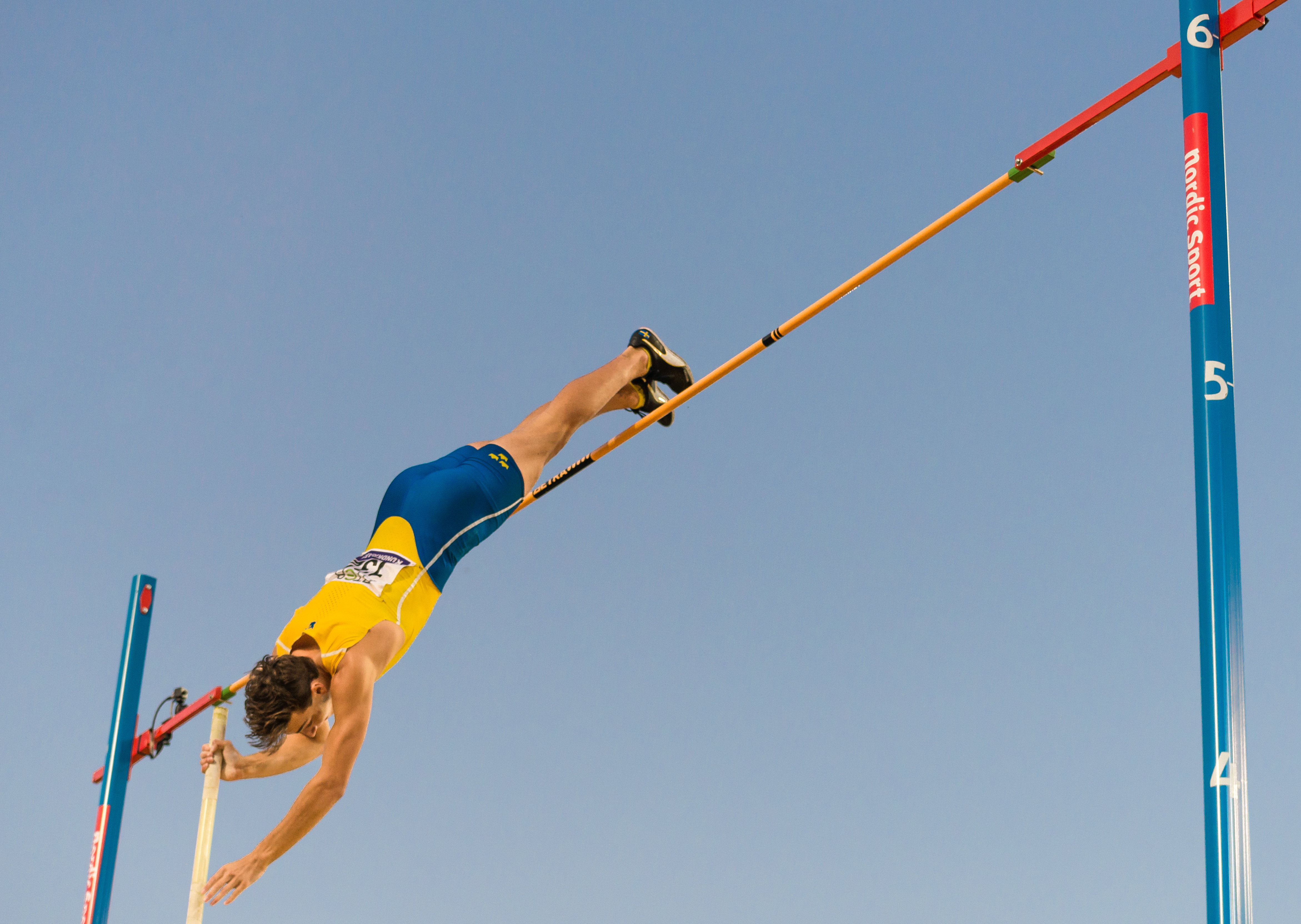
Armand Duplantis 6 méteres ugrása
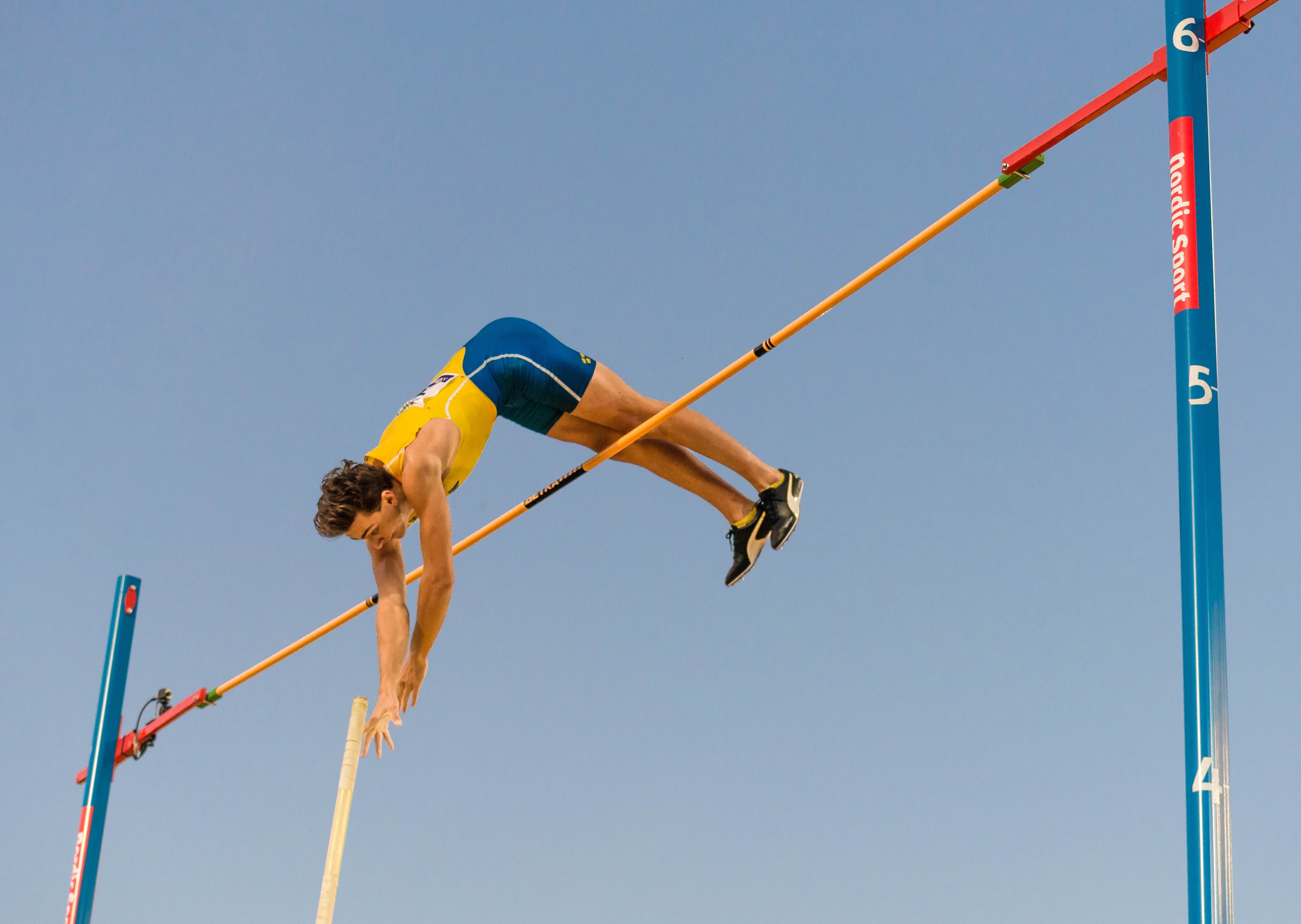
Armand Duplantis 6 méteres ugrása
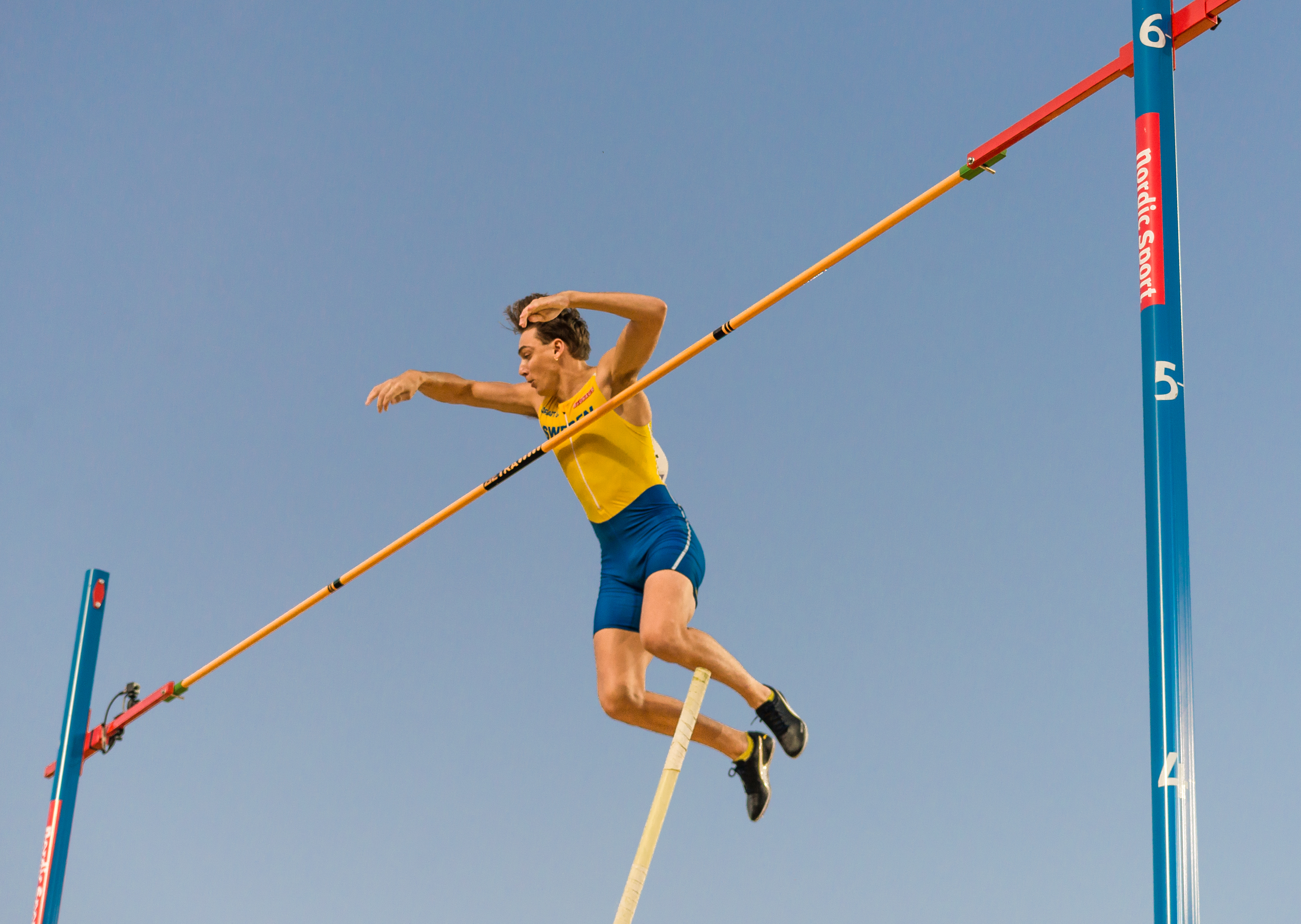
Armand Duplantis 6 méteres ugrása